# Ewald Rudolfowitsch Mustel
Ewald Rudolfowitsch Mustel (russisch Эвальд Рудольфович Мустель; * 21. Maijul. / 3. Juni 1911greg. in Sewastopol, Russisches Kaiserreich; † 10. April 1988 in Moskau) war ein sowjetischer Astrophysiker und Astronom.

## Leben
Ewald Mustel entstammte einer russlanddeutschen Familie,
die 1913 nach Moskau übersiedelte. Ab 1931 studierte er an der Lomonossow-Universität Moskau, das Studium beendete er 1935 an der Mechanisch-Mathematischen Fakultät mit einer Arbeit zu Sternspektren. Anschließend arbeitete er an der Akademie der Wissenschaften der UdSSR unter der Leitung von W. G. Fessenkow sowie gleichzeitig am Sternberg-Institut für Astronomie der Lomonossow-Universität, wo er von 1938 bis 1950 in verschiedenen Funktionen tätig war. 1939 erhielt er den akademischen Grad Kandidat der Wissenschaften und 1943 den Doktorgrad (entspricht der Habilitation) mit einer Arbeit über Novae. Von 1944 bis 1946 war er leitender Mitarbeiter in der Astrophysikalischen Kommission der Akademie der Wissenschaften. Ab 1946 war er am Wiederaufbau des Krim-Observatoriums beteiligt. Dort war er bis Ende der 1950er Jahre tätig.
1953 wurde Mustel zum korrespondierenden Mitglied der Akademie der Wissenschaften der UdSSR gewählt.
Nach seiner Rückkehr nach Moskau arbeitete er 1957 wieder an der Akademie der Wissenschaften der UdSSR als leitender Wissenschaftler des Astronomischen Rats und von 1963 bis 1983 als dessen Vorsitzender.
Seine Hauptarbeitsgebiete waren die Sonnenphysik und insbesondere der Sonnenwind und dessen Einfluss auf die Atmosphäre und Magnetosphäre der Erde sowie Forschungen zu Sternatmosphären und Novae und Supernovae.
1981 erhielt er als erster Wissenschaftler den von der Akademie vergebenen Belopolski-Preis für seine spektroskopischen Untersuchungen von Novae und Supernovae sowie der Sonnenaktivität. Er erhielt zahlreiche staatliche Auszeichnungen, darunter 1952 den Staatspreis der UdSSR, 1971 den Leninorden und 1954 sowie 1975 den Orden des Roten Banners der Arbeit.
Von 1973 bis 1976 war er einer der Vizepräsidenten der Internationalen Astronomischen Union (IAU)
Der Asteroid (2385) Mustel wurde nach ihm benannt.
Sein Grab befindet sich auf dem Kunzewoer Friedhof.

## Schriften (Auswahl)
- E. R. Mustel: Corpuscular streams during the years of minimum solar activity and their properties. In: Soviet Astronomy. Band 2, 1958, S. 326–337.
- E. R. Mustel, M. E. Boyarchuk: The chemical composition of N Her 1934. In: Soviet Astronomy. Band 3, 1959, S. 744–746.
- E. R. Mustel: The spatial structure of the solar corona. In: Soviet Astronomy. Band 6, Nr. 3, 1962, S. 333–339.
- E. R. Mustel, L. I. Baranova: Analysis of the chemical composition of the envelopes of Novae. II. Quantitative analysis of the atmosphere of N Her 1934 at maximum luminosity. In: Soviet Physics – Astronomy. Band 9, Nr. 1, 1965, S. 31–43.
- E. R. Mustel: The influence of solar activity on the troposphere in the polar cap regions. In: Soviet Astronomy. Band 10, Nr. 2, 1966, S. 288–294.
- E. R. Mustel, A. A. Boyarchuk: Structure of envelopes ejected by Novae. In: Astrophysics and Space Science. Band 6, 1970, S. 183–204, doi:10.1007/BF00651221.
- E. R. Mustel: The magnetic fields of exploding stars. In: Astrophysical Letters. Band 6, 1970, S. 207–210.
- E. R. Mustel: The interpretation of Type I Supernova spectra. In: Soviet Astronomy. Band 15, Nr. 1, 1971, S. 1–8.